# NGC 739
NGC 739 is een spiraalvormig sterrenstelsel in het sterrenbeeld Driehoek. Het hemelobject werd op 9 januari 1874 ontdekt door de Engelse astronoom Ralph Copeland.

## Synoniemen
- PGC 7312
- PGC 7334
- MCG 5-5-30
- 6ZW 116
- ZWG 503.59
- ARAK 67
- NPM1G +33.0059